# Roman Leitner
Roman Leitner (* 19. Februar 1919 in Linz, Österreich; † 22. Februar 2012) war ein österreichischer Wirtschaftsprüfer und Steuerberater sowie Präsident der oberösterreichischen Kammer der Wirtschaftstreuhänder.

## Leben und Wirken
Roman Leitner  machte sich nach seinem Studium im Jahr 1959 als Wirtschaftsprüfer und Steuerberater selbständig, konzentrierte sich auf die Verbindung von Steuerrecht und Gesellschaftsrecht sowie Umstrukturierungen, Kauf- und Verkauf von Unternehmen sowie Beratung in Nachfolgefragen und legte damit den Grundstein für die Entwicklung einer der größten Wirtschaftstreuhandgesellschaften Österreichs und der östlichen Nachbarländer mit heute mehr als 700 Mitarbeitern, davon mehr als die Hälfte in Österreich. Darüber hinaus war er Präsident der Kammer der Wirtschaftstreuhänder in Oberösterreich und vertrat die Berufskollegen beim österreichischen Kammertag.